# Кароль Антоневич-Болоз
Кароль Антоневич-Болоз (вірм. Կարոլ Անտոնեվիչ, пол. Karol Antoniewicz-Bołoz; 6 листопада 1807, с. Скварява, Королівство Галичини та Володимирії, Австрійська імперія — 14 листопада 1852, с. Обра, Провінція Позен, Королівство Пруссія, тепер Великопольське воєводство, Польща) — польський поет та письменник вірменського походження, римо-католицький священик, чернець ордену єзуїтів.

## Біографія
Кароль Антоневич-Болоз народився 6 листопада 1807 року в селі Скварява поблизу Львова у вірменській родині.
У 1827 році закінчив юридичний факультет Львівського університету.
Брав активну участь у листопадовому повстанні 1830 року.
У 1833 році одружився з Зофією Никорович. В їхньому шлюбі народилося п'ятеро дітей, але, на жаль, усі вони померли від хвороб. Після короткочасної смерті їх дітей, Кароль розпочав благочинну діяльність, а у своєму маєтку у Скваряві відкрив початкову школу та шпиталь.
Після смерті дружини, він у 1839 році, став ченцем ордену єзуїтів та після дворічного новіціату 12 вересня 1841 року склав перші обіти.

## Діяльність
Відомий як проповідник і місіонер, особливо під час селянських заворушень в 1846 року. Боровся проти пияцтва і був ініціатором благодійності. Після появи єзуїтів у Галичині у 1848 році Кароль Антоневич проповідував у Кракові, Прикарпатті, Сілезії та Великому Князівстві Познанському. В Обрі він заснував єзуїтський колегіум і став першим його настоятелем.
Доглядав за хворими на холеру та надавав їм непосильну допомогу, але, захворівши, і сам став жертвою епідемії холери. Помер Кароль Антоневич 14 листопада 1852 року в Обрі, де й був похований.

## Творча спадщина
Кароль Антоневич написав велику кількість оповідань та віршів. Є автором відомих релігійних пісень:
- «Biedny, kto Ciebie nie zna od powicia»;
- «Chwalcie łąki umajone»;
- «Do Betlejemu pełni radości» (колядка);
- «Nazareński śliczny kwiecie»;
- «Nie opuszczaj nas»;
- «O Józefie uwielbiony»;
- «O Maryjo, przyjm w ofierze»;
- «Panie, w ofierze Tobie dzisiaj składam» та багатьох інших.

Незадовго до вступу в орден, він написав пісню-гімн, яка є вираженням людської «долини сліз» і, одночасно, особистим виразом віри, надії і любові — «В хресті страждання, в хресті спасіння».
У поезії Антоневича домінують три ідейно-тематичних гілки — свідоме переживання благодаті Божого дитинства, прийняття страждання як важливого елемента християнського життя та посилена любов і шанування Пресвятої Діви Марії. Останнім твором, завершеним вже після смерті автора, одним з його братів священнослужителів — коляда для дітей «Розсадник». Книга була вперше видана у Познані видавництвом Л. Межбаха у 1857 році.
Твори Короля Антоневич видавалися у різних світських і релігійних періодичних виданнях:
- «Sonety» (Lemberg, 1828);
- «Bielany, poezya» (Lemberg, 1829);
- «Stanzen eines nordischen Aschenmannes» (Wien, 1831);
- «Listki palmowe» (Wien, 1834);
- «Wspomnienia Mikuliczyna 1833» (Lemberg, 1834);
- «Majówka w Orzechówce» (1845);
- «Święty Isydor, oracz. Podarek dla szkółek ludu naszego» (Leszno, 1849);
- «Obrazki z życia ludu wiejskiego dla szkółek wiejskich» (Lemberg, 1850);
- «Czytania świąteczne dla ludu naszego» (zwei Teile, Krakau, 1850);
- «Droga krzyżowa. Z rycinami stacyj» (Krakau, 1850);
- «Pamiątka jubileuszu w roku 1851» (Krakau, 1851);
- «Ojcze nasz. Upominek missyjny dla matek i dziatek» (Leszno, 1852);
- «Nauki i mowy przygodne miane w Krakowie» (Krakau, 1853);
- «Wspomnienia missyjne z roku 1846» (Posen, 1855).

Наприкінці XX століття його твори були видані окремими книгами:
- Antoniewicz Karol Bołoz. «Już majowe świecą zorze…» (Gazeta Niedzielna, 1990);
- Antoniewicz Karol Bołoz. «Kwiat nadziei, kwiat miłości…» (Gazeta Niedzielna, 1990);
- Antoniewicz Karol Bołoz. «Majowe kwiecie» (Gazeta Niedzielna, 1992);
- Antoniewicz Karol Bołoz. «Majowe kwiecie» (Gazeta Niedzielna, 1994);
- Antoniewicz Karol Bołoz. «Ona czuwać będzie…» (Gazeta Niedzielna, 1990).